# William Smellie (gynaecoloog)
William Smellie (Lanark, 5 februari 1697 – aldaar, 5 maart 1763) was een van de voorlopers van de huidige gynaecologen en wordt wel de vader van de Britse verloskundigen genoemd.
Smellie was de zoon van Archibald Smellie en Sara Kennedy. In 1724 trouwde Smellie met Eupham Borland. Het echtpaar had geen kinderen.
Smellie praktiseerde al geneeskunde voordat hij een diploma had, maar verkreeg later, in 1745, zijn doctorsgraad bij de Universiteit Glasgow. Na een opleiding in Londen en Parijs gericht op obstetrie, opende hij een praktijk in Londen en begon ook met onderwijs. Hij vond een machine uit, een soort pop, om te gebruiken voor zijn leerlingen en was succesvol in het onderwijs. Hij hielp arme vrouwen bij de bevalling, mits zij toestemden in de aanwezigheid van zijn studenten bij de bevalling. Zo zette hij een trend om medisch geschoolde personen bij de bevalling te betrekken.
Smellie beschreef de bevalling, ontwierp tangen voor tangverlossingen, en ontwierp ook een manier om het hoofd van de baby geboren te doen worden bij een stuitligging. Smellie was echter een voorstander van een natuurlijke geboorte en gebruikte de tang zo min mogelijk. Voor Smellie was het leven van de moeder meer waard dan dat van de baby. Hij aarzelde dan ook niet om het hoofd van de foetus te doorboren en de hersenen te vernietigen teneinde het leven van de moeder te redden.

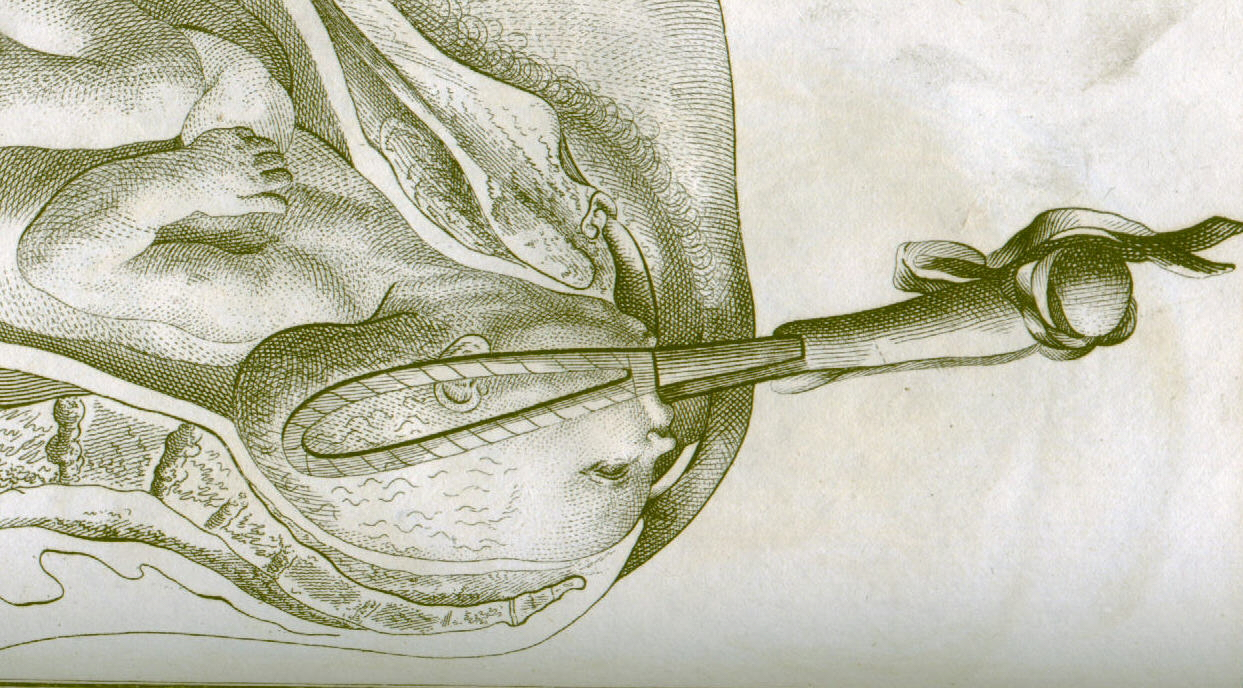
Gebruik van de tang door W.Smellie

A sett of anatomical tables, 1754

Het gerucht gaat dat Smellie betrokken was bij moord, of dat hij geen aandacht had voor de lijken die hij gebruikte voor sectie. Deze verdenking geldt ook voor zijn leerling William Hunter en diens broer John Hunter. De verdenking voor deze theorie is gebaseerd op het grote aantal zwangere lichamen die Hunter kon verkrijgen

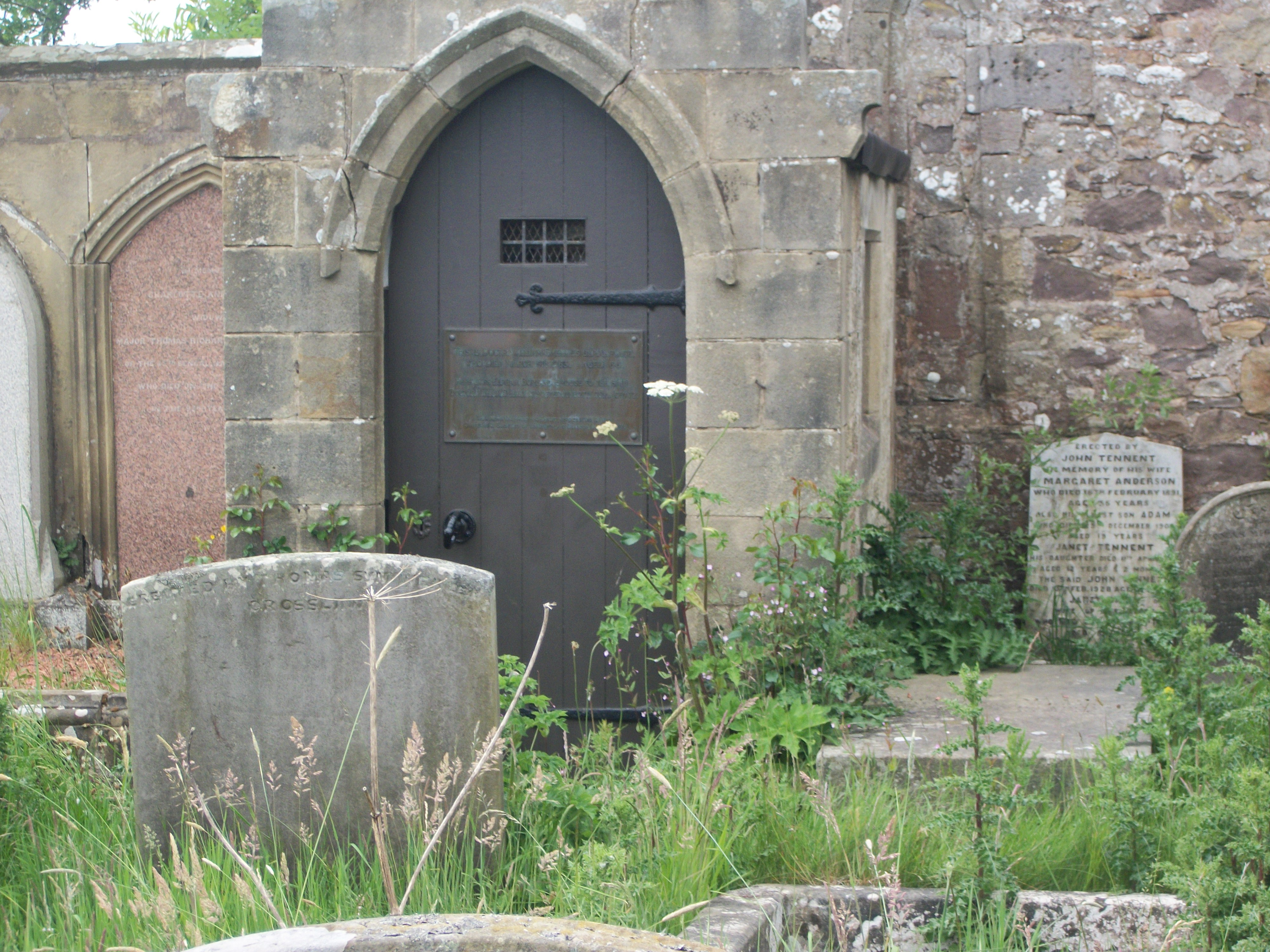
Grafmonument van William Smellie

Het graf van William Smellie (en later dat van zijn echtgenote, die overleed op 27 juni 1769) staat nog steeds in het onderdeel van de St. Kentigerns van de begraafplaats van Lanark.